# Крутенькое (Кировоградская область)
Круте́нькое (укр. Крутеньке) — село в Перегоновской сельской общине Голованевского района Кировоградской области Украины.
Население по переписи 2021 года составляло 512 человек. Почтовый индекс — 26520. Телефонный код — 5252. Занимает площадь 2,857 км². Код КОАТУУ — 3521483901.